# BMW M10
BMW M10 es la designación interna de una familia de motores de cuatro cilindros en línea de BMW.
Se trata de motores en línea de cuatro cilindros con cilindradas de 1,5 a 2 litros y control de válvulas OHC. El árbol de levas, accionado por cadena, se encuentra alojado en la tapa del cilindro de flujo cruzado y acciona dos válvulas en forma de V por medio de balancines. Otra cadena de rodillos impulsa la bomba de aceite. El M10 fue utilizado por primera vez en la serie Neue Klasse presentada en 1961 y se mantuvo en producción hasta 1988. El principio de diseño básico se adoptó en el desarrollo del seis cilindros BMW M30, y también se utilizó como base para el BMW S14.
En su larga carrera el motor se utilizó en coches de turismo, en coches de rally y en la Fórmula 1, alcanzando su más alto nivel de desarrollo en la categoría con las evoluciones M12 / 13/1 *, a principios de los años 80.

## Historia
A finales de los años 50, la dirección de BMW pensó que un motor de 1.300 cm³ debería ser usado en sus nuevos modelos. Las consideraciones de impuesto de circulación, peso total y cubicaje sugerían un motor con un cubicaje modesto para hacer frente a la crisis que se avecinaba.
El diseñador de este motor el Barón Alex von Falkenhausen el cual es considerado uno de los padres de los motores BMW modernos, principalmente debido a su diseño de motor M10 y su compromiso con Motorsport. Era un gran ingeniero pero a la vez un gran piloto y un enamorado de la competición, tanto de motos como de coches de carreras. En 1947, él ganó el título nacional alemán con un monoplaza AFM impulsado por una versión de 1.5 L del motor de 6 cilindros en línea del 328.
Por otra parte, Alex von Falkenhausen pretendía que el nuevo motor debería ser capaz de soportar un bloque de 2.000 cm³ sin necesidad de grandes modificaciones y sabía que solo él era capaz de diseñar un motor de 1.500 cm³ que cumpliese esa premisa «Pensé que teníamos que tener un buen 2 L y cuando ellos consintieron en construir el M10- 1.500 cc, lo diseñé para que fácilmente se convirtiera en un 1.800 y después en un 2 L. Esto ocurrió un año antes de que la dirección de BMW quisiera un 1600, y después un 1800».
El motor M10 era el base para los nuevos modelos y un total de más de 3,5 millones de motores M10/M12 fueron fabricados.

## Modelos en los que se montó un M10
- Neue Klasse: 115 (1500), 116 (1600), 118 (1800, 1800TI/SA) y 121 (2000, 2000TI, 2000 TI-Lux, 2000tilux, 2000tii).
- Neue Klasse coupé: 120 (2000C, 2000CS).
- Serie 02: 114 (1600-2, 1600-2ti, 2002, 2002ti) y E10 (1502, 1602, 1802, 2002, 2002tii, 2002 turbo).
- Serie 02 Touring: E6 (1602, 1802, 2002, 2002tii).
- Serie 3 con motores de cuatro cilindros: E21 (315, 316, 318, 318i, 320/4, 320i/4) y E30 (316, 318i).
- Serie 5 con motores de cuatro cilindros: E12 (518, 520/4, 520i/4) y E28 (518, 518i).

## Características del motor de 1.5 L
- Un árbol de levas en cabeza, conducido por cadena
- Una culata de aluminio con 8 lumbreras
- 5 asientos de cigüeñal
- Diseño de tipo súper cuadrado (menor carrera que diámetro del pistón)

## El M10 y las competiciones
El motor M10 es uno de los motores con más éxito en las carreras. Debutó en el Campeonato Europeo de Turismos y también fue usado en la Fórmula 2, más adelante también se usó en el Deutsche Rennsport Meisterschaft, donde el motor fue turbo-alimentado por Paul Rosche según las normas del Grupo 5 de la FIA.
El bloque del M10 fue a la Fórmula 1, ganando el campeonato de 1983 por Nelson Piquet y Brabham.
El motor BMW S14 para el primer BMW M3 se basó en el bloque del M10. En el M3, el M10 aún esta hoy en día ganando carreras.
La serie de motores BMW M40 reemplazó el M10 a finales de los 80.

## Gama de motores
| Versión | Cilindrada                 | Diámetro x carrera                            | Relación de compresión | Potencia máxima                    | Par motor         | Alimentación                                           | Catalizador | Usos                                                            |
| ------- | -------------------------- | --------------------------------------------- | ---------------------- | ---------------------------------- | ----------------- | ------------------------------------------------------ | ----------- | --------------------------------------------------------------- |
| M115    | 1.5 L (1499 cm³; 91.5 in³) | 82 mm (3,23 pulgadas) x 71 mm (2,80 pulgadas) | 8.0:1                  | 75 CV (55 kilovatios) @ 5800 rpm   | 118 Nm @ 3700 rpm | Carburación Solex 38 PDSI                              | No          | BMW 1502 (1974-1977)                                            |
| M115    | 1.5 L (1499 cm³; 91.5 in³) | 82 mm (3,23 pulgadas) x 71 mm (2,80 pulgadas) | 8.8:1                  | 80 CV (59 kilovatios) @ 5700 rpm   | 118 Nm @ 3000 rpm | Carburación Solex 38 PDSI                              | No          | BMW 1500 (1962-1964)                                            |
| M98     | 1.6 L (1573 cm³; 95 in³)   | 84 mm (3,31 pulgadas) x 71 mm (2,80 pulgadas) | 9.5:1                  | 75 CV (55 kilovatios) @ 5800 rpm   | 110 Nm @ 3200 rpm | Carburación Pierburg 1B2                               | No          | 315 e21 (1981-1983)                                             |
| M10 B16 | 1.6 L (1573 cm³; 95 in³)   | 84 mm (3,31 pulgadas) x 71 mm (2,80 pulgadas) | 8.3:1                  | 75 CV (55 kilovatios) @ 5800 rpm   | 110 Nm @ 3200 rpm | Carburación                                            | No          | 316s e30 (1982-1987)                                            |
| M116    | 1.6 L (1573 cm³; 95 in³)   | 84 mm (3,31 pulgadas) x 71 mm (2,80 pulgadas) | 8.6:1                  | 85 CV (63 kilovatios) @ 5800 rpm   | 130 Nm @ 3500 rpm | Carburación Solex 38 PDSI                              | No          | BMW 1600 (1964-1966) BMW 1602 (1966-1975)                       |
| M41     | 1.6 L (1573 cm³; 95 in³)   | 84 mm (3,31 pulgadas) x 71 mm (2,80 pulgadas) | 8.3:1                  | 90 CV (66 kilovatios) @ 6000 rpm   | 125 Nm @ 4000 rpm | Carburación de doble cuerpo Solex 32/32 DIDTA          | No          | 316 e21 (1975-1980)                                             |
| M116    | 1.6 L (1573 cm³; 95 in³)   | 84 mm (3,31 pulgadas) x 71 mm (2,80 pulgadas) | 9.5:1                  | 105 CV (77 kilovatios) @ 6000 rpm  | 141 Nm @ 4500 rpm | Doble carburación Solex 40 PHH                         | No          | BMW 1600 ti (1967-1968)                                         |
| M118    | 1.8 L (1773 cm³; 108 in³)  | 84 mm (3,31 pulgadas) x 80 mm (3,15 pulgadas) | 8.6:1                  | 90 CV (66 kilovatios) @ 5500 rpm   | 144 Nm @ 3000 rpm | Carburación de doble cuerpo Pierburg 2B4               | No          | 316 e21 (1980-1981)                                             |
| M118    | 1.8 L (1773 cm³; 108 in³)  | 84 mm (3,31 pulgadas) x 80 mm (3,15 pulgadas) | 8.6:1                  | 98 CV (72 kilovatios) @ 5800 rpm   | 143 Nm @ 4000 rpm | Carburación de doble cuerpo Solex 32/32 DIDTA          | No          | 318 e21 (1975-1980)                                             |
| M118    | 1.8 L (1773 cm³; 108 in³)  | 84 mm (3,31 pulgadas) x 80 mm (3,15 pulgadas) | 9.5:1                  | 110 CV (81 kilovatios) @ 5800 rpm  | 143 Nm @ 4000 rpm | Doble carburación Solex 40 PHH                         | No          | BMW 1800 ti (1963-1966)                                         |
| M118    | 1.8 L (1773 cm³; 108 in³)  | 84 mm (3,31 pulgadas) x 80 mm (3,15 pulgadas) | 10.5:1                 | 127 CV (93 kilovatios) @ 6100 rpm  | 157 Nm @ 5100 rpm | Doble carburación Weber DCOE-45                        | No          | BMW 1800 tiS (1965)                                             |
| M10 B18 | 1.8 L (1766 cm³; 152 in³)  | 89 mm (3,50 pulgadas) x 71 mm (2,80 pulgadas) | 9.5:1                  | 90 CV (66 kilovatios) @ 5500 rpm   | 140 Nm @ 4000 rpm | Carburación Solex 38 PDSI                              | No          | 316 e30 (1982-1988) 518 e12 (1974-1981) 518 e28 (1981-1984)     |
| M10 B18 | 1.8 L (1766 cm³; 152 in³)  | 89 mm (3,50 pulgadas) x 71 mm (2,80 pulgadas) | 10.0:1                 | 105 CV (77 kilovatios) @ 5800 rpm  | 148 Nm @ 4500 rpm | Inyección multipunto Bosch LE-Jetronic                 | No          | 318i e21 (1980-1981) 318i e30 (1983-1986) 518i e28 (1981-1987)  |
| M10 B18 | 1.8 L (1766 cm³; 152 in³)  | 89 mm (3,50 pulgadas) x 71 mm (2,80 pulgadas) | 10.0:1                 | 102 CV (75 kilovatios) @ 5800 rpm  | 140 Nm @ 4500 rpm | Inyección multipunto Bosch L-Jetronic                  | Si          | 318i e30 (1984-1987)                                            |
| M10 B18 | 1.8 L (1766 cm³; 152 in³)  | 89 mm (3,50 pulgadas) x 71 mm (2,80 pulgadas) | 8.2:1                  | 102 CV (75 kilovatios) @ 5800 rpm  | 140 Nm @ 4500 rpm | Inyección multipunto Bosch K-Jetronic                  | Si          | 316i e30 (1987-1988)                                            |
| M05     | 2.0 L (1990 cm³; 121 in³)  | 89 mm (3,50 pulgadas) x 80 mm (3,15 pulgadas) | 8.5:1                  | 102 CV (75 kilovatios) @ 5500 rpm  | 157 Nm @ 3000 rpm | Carburación Solex 40 PDSI                              | No          | BMW 2000C (1966-1970) BMW 2000 (1966-1970) BMW 2002 (1968-1976) |
| M05     | 2.0 L (1990 cm³; 121 in³)  | 89 mm (3,50 pulgadas) x 80 mm (3,15 pulgadas) | 9.3:1                  | 120 CV (88 kilovatios) @ 5600 rpm  | 167 Nm @ 3500 rpm | Doble carburación Solex 40 PHH                         | No          | BMW 2000CS (1965-1970) BMW 2000 ti (1966-1971)                  |
| M43     | 2.0 L (1990 cm³; 121 in³)  | 89 mm (3,50 pulgadas) x 80 mm (3,15 pulgadas) | 8.1:1                  | 109 CV (80 kilovatios) @ 5800 rpm  | 157 Nm @ 3700 rpm | Carburación de doble cuerpo Solex 32/32 DIDTA          | No          | 320/4 e21 (1975-1977)                                           |
| M17     | 2.0 L (1990 cm³; 121 in³)  | 89 mm (3,50 pulgadas) x 80 mm (3,15 pulgadas) | 9.0:1                  | 115 CV (85 kilovatios) @ 5800 rpm  | 175 Nm @ 4350 rpm | Carburación de doble cuerpo Stromberg 175 CDET         | No          | 520/4 e12 (1972-1976)                                           |
| M64     | 2.0 L (1990 cm³; 121 in³)  | 89 mm (3,50 pulgadas) x 80 mm (3,15 pulgadas) | 9.3:1                  | 125 CV (92 kilovatios) @ 5700 rpm  | 175 Nm @ 4350 rpm | Inyección multipunto Bosch K-Jetronic                  | No          | 320i e21 (1975-1977) 520i e12 (1976-1979)                       |
| M15     | 2.0 L (1990 cm³; 121 in³)  | 89 mm (3,50 pulgadas) x 80 mm (3,15 pulgadas) | -                      | 130 CV (96 kilovatios) @ 5800 rpm  | 181 Nm @ 4350 rpm | Inyección multipunto Bosch Kugelfischer                | No          | 520i e12 (1972-1976)                                            |
| M31     | 2.0 L (1990 cm³; 121 in³)  | 89 mm (3,50 pulgadas) x 80 mm (3,15 pulgadas) | 6.9:1                  | 170 CV (125 kilovatios) @ 5800 rpm | 245 Nm @ 4000 rpm | Inyección multipunto Bosch Kugelfischer P04, turbo KKK | No          | BMW 2002 turbo (1973-1975)                                      |